# Tiariturris
Tiariturris é um gênero de gastrópodes pertencente a família Pseudomelatomidae.

## Espécies
- Tiariturris libya (Dall, 1919)
- †Tiariturris oschneri (Anderson & Martin, 1914)
- Tiariturris spectabilis Berry, 1958